# Katedra w Sansepolcro
Kościół św. Jana Ewangelisty w Sansepolcro - katedra diecezji Sansepolcro zbudowana w stylu romańsko-gotyckim. Początki budowli sięgają lat 1012–1049. Obecny kształt został nadany świątyni w w. XIV.

## Historia
Obecna katedra, swego czasu kościół istniejącego tu opactwa, wznosi się w miejscu, gdzie w X w. został założony klasztor benedyktyński, który przeszedł z kolei w XII w. w posiadanie kamedułów. W latach 1012–1049 został tu wzniesiony kościół, początkowo pod wezwaniem Czterech Ewangelistów i Grobu Świętego, którego relikwie, według tradycji, zostały tu sprowadzone z Ziemi Świętej przez pielgrzymów Egidio i Arcano.
Opactwo zostało przebudowane w XIII w. W 1520, wraz z utworzeniem przez papieża Leona X diecezji w Sansepolcro, kościół stał się katedrą pod wezwaniem św. Jana Ewangelisty, patrona miasta i od tego czasu także diecezji.
W latach 1934–1943, z inicjatywy bpa Pompeo Ghezzi, zostały podjęte prace zmierzające do kompletnego odrestaurowania świątyni w celu przywrócenia jej pierwotnego wyglądu. Zostały wówczas zlikwidowane prawie wszystkie elementy barokowe. Za to przywrócono świątyni dawny wygląd romańsko-gotycki oraz odkryto niektóre freski autorstwa artystów ze szkoły z Rimini i Bartolomeo della Gatta, z XIV-XV w., przykryte poprzednio warstwami z XVII-XVIII w.
Ponadto została przebudowana Kaplica Najświętszego Sakramentu, w której umieszczono także krucyfiks ze Świętym Obliczem, poprzedni znajdujący się w ołtarzu głównym. Od 1994 kaplica ta jest poświęcona wyłącznie Świętemu Obliczu. W 1962 papież Jan XXIII, na prośbę biskupa Domenico Bornigia, podniósł katedrę do godności Bazyliki mniejszej. W latach 1966–1967 bp Abele Conigli, uczestnik Soboru Watykańskiego II, zainicjował prace mające na celu dostosowanie prezbiterium do wymogów soborowej reformy liturgicznej. Wtedy to w centrum prezbiterium ustawiony został ołtarz, a w absydzie zbudowano stalle dla kanoników. W 1979 wystój wnętrza został zmodyfikowany poprzez umieszczenie między ołtarzem a chórem kanonickim poliptyku Zmartwychwstanie (Niccolò di Segna)
Do dziś kościół zachowuje, z wyjątkiem części absydalnej, strukturę i formę z XIV w., na planie trójnawowej bazyliki. W głównych proporcjach, kształtach łuków i kapiteli świątynia zdradza cechy budowli romańskiej. 
Fasada, a szczególnie portal, są już tworami gotyckimi. Nigdy nie doczekał się realizacji projekt przedłużenia świątyni o poligonalną, gotycką absydę. W prawej nawie pobudowano zaś dzwonnicę według wzoru umbryjskiego. Wzdłuż schodów wiodących do dzwonnicy znajduje się wejście do sali ozdobionej fryzem z freskami herbów opatów oraz zakonu kamedułów (początek XVI w.). Być może używano jej w pewnym okresie jako miejsce posiedzeń kapituły. 

## Dzieła sztuki

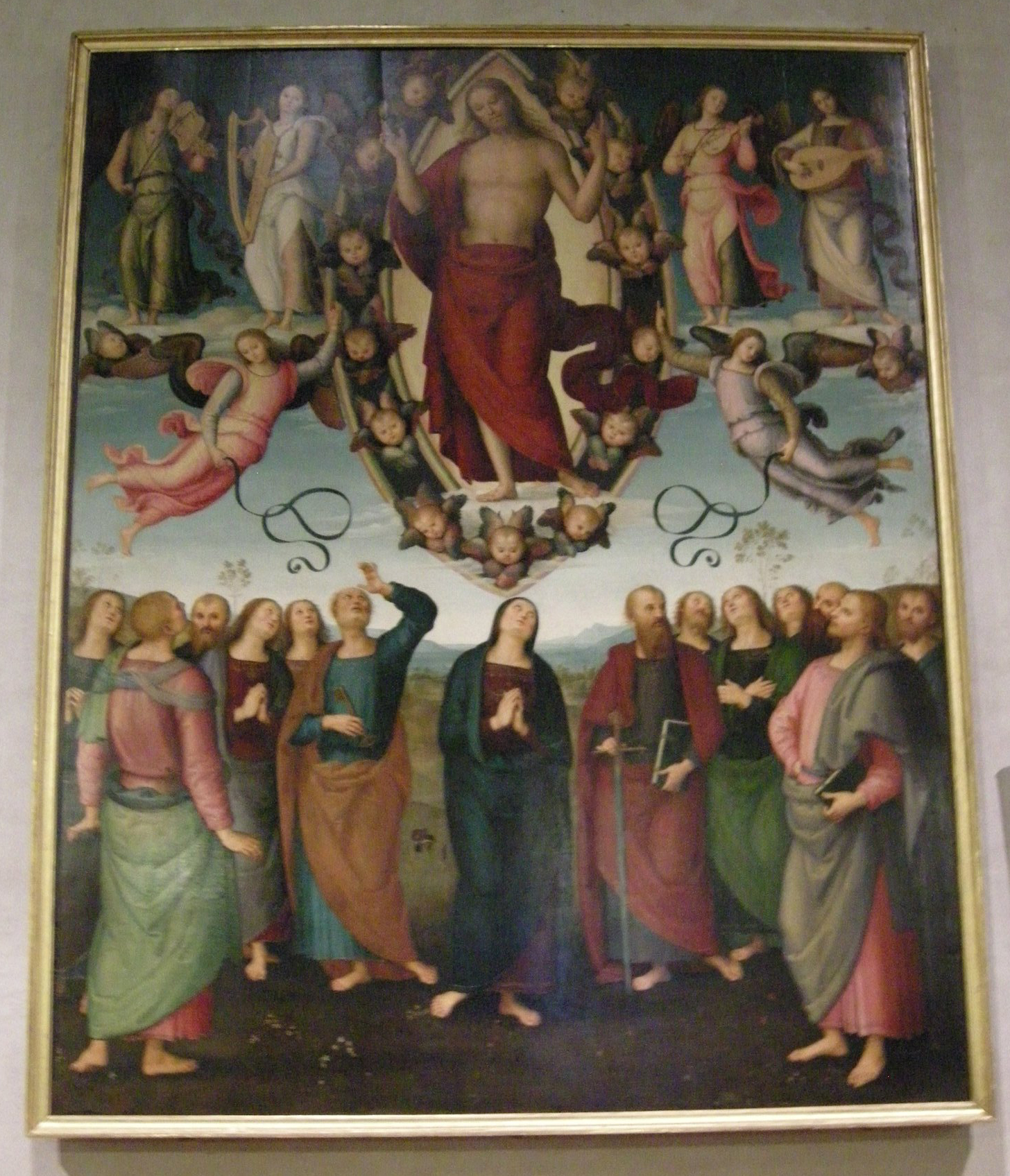
Wniebowstąpienie autorstwa Perugina

Spośród licznych dzieł sztuki znajdujących się w świątyni warto wymienić następujące: 
- Madonna z Dzieciątkiem - fresk, szkoła z Romanii, 1385;
- Niewierność św. Tomasza - Santi di Tito, 1576–1577;
- Ukrzyżowanie - fresk, Bartolomeo della Gatta, 1486;
- Pokłon pasterzy - Durante Alberti;
- W głębi prawej nawy jedyny ołtarz barokowy, który się zachował w świątyni;
- Zmartwychwstanie - poliptyk w ołtarzu głównym - Niccolò di Segna, ok. 1348
- Terakoty ze szkoły Della Robbia (XVI w.)
- Wniebowstąpienie - Pietro Perugino[1], XVI w.
- Święte Oblicze - drewniany krucyfiks pochodzenia wschodniego, VIII-IX w., z polichromią z XII w.[2]. Przechowywany jest w kaplicy, po lewej stronie katedry.